# Забайкальський національний парк
Забайкальський національний парк (рос. Забайкальский национальный парк) — природоохоронна територія на сході  Росії. Розташована на східному березі озера Байкал.

## Географія
Забайкальський національний парк розташований в межах типової гірсько-тайгової області. Рельєф гірський. В межах парку виділяються великі орографічні одиниці: Святоніський хребет, Баргузинський хребет, Чівиркуйський перешийок і Ушканові острови
В межах парку знаходиться 2 населених пункти: Курбулік і Катунь, в яких проживає близько 140 осіб.
Площа національного парку становить 269 тис. га, всі землі знаходяться у власності національного парку.
У складі території парку 38,8 тис. га акваторії озера Байкал (14,4 % від загальної площі парку).
Площа земель — 230,2 тис. га (85,6 % від загальної площі парку)
Ліси займають 158,6 тис. га (68,9 %).
Нелісові землі займають 71,6 тис. га (31,1 %): води — 6,8 тис. га (3,0 %), болота — 17,0 тис. га (7,4 %).

## Клімат
Клімат континентальний з холодною тривалою зимою і теплим, іноді посушливим літом. На клімат прибережної частини пом'якшувальну дію надає озеро Байкал. Середня температура січня -18 °С… -19 °С, липня + 12 °С… + 14 °С. В горах середньо-січнева температура знижується до -23…-25 °С, а місцями, в міжгірських пониженнях, до -27 °С. У міжгірських пониженнях максимальні середньо-липневі температури підвищуються до + 18,5 °С. Абсолютний максимум + 36 °С, абсолютний мінімум -50 °С. Вода в Байкалі навіть у найспекотніший період рідко прогрівається вище + 14 °С. Середньорічна кількість опадів коливається від 350 мм на узбережжі до 450 мм в горах. Переважають західні і південно-західні вітри.

## Флора
У Забайкальському національному парку знаходиться понад 10 тисяч гектарів особливо цінних рослинних угруповань. Це соснові, кедрові і смерекові ліси, де ростуть дерева у віці 200 років і старше. У складі флори багато ендемічних, рідкісних і реліктових рослин. Реліктове походження мають різні типи степових фітоценозів. Особливий інтерес, як рідкісний вид на західному кордоні свого ареалу, представляє чозенія. За попередніми оцінками флора парку становить 977 видів і підвидів судинних рослин. Тут відзначені місцеперебування багатьох видів, занесених до Червоної книги Бурятії і Россіі. Це такі види як зозулині черевички великоквіткові, луговик Турчанінова, бородинія великолиста, родіола рожева, каліпсо цибулева, лобарія легенева тощо.

## Фауна
Територію Забайкальського національного парку населяють типові сибірські звірі: ведмідь, вовк, лисиця, рись, соболь, видра, росомаха, лось, кабарга, білка, бурундук, ондатра, заєць-біляк. З птахів звичайні: глухар, рябчик, крижень, мартин сріблястий, лунь болотяний і багато інших. Всього на території парку зареєстровано 303 види наземних хребетних тварин, з них земноводних — 3 види, плазунів — 3 види, птахів — 249 видів, ссавців — 48 видів.
 
З риб, що мешкають в акваторії парку, в Червону книгу Росії занесений осетер байкальський. Рідкісним видом земноводних є жаба гостроморда. В районі термальних Зміїних джерел зберігся вже — реліктовий для Байкалу вид, чисельність його невелика.
З птахів, зареєстрованих в парку, в Червону книгу Росії занесено 19 видів — орлан-білохвіст, скопа, пугач, лелека чорний, журавель чорний та інші види. Відрадно, що баклан великий, колись зниклий з вини людини по всьому Байкалу, тепер знову з'явився тут і його чисельність зростає.
Із ссавців в Червону Книгу Росії занесений бабак чорношапковий — мешканець високогірних лугів. Колонії цього звіра можна зустріти серед вершин Баргузинського хребта.
Ушканові острова славляться найбільшим на Байкалі лежбищем  байкальської нерпи. У літню пору на великих каменях навколо островів збирається сотні тварин, а в деякі роки — до 3-х тисяч. Саме тому, острови віднесені до заповідної зони парку та відвідування їх суворо обмежене. Острови охороняються інспекторами національного парку від браконьєрів і надмірної кількості відвідувачів. Для того, щоб потрапити на Ушканові острови, необхідно отримати спеціальний дозвіл адміністрації національного парку. Нерпа — дуже полохлива тварина, і тому при відвідуванні лежбищ нерпи необхідно дотримуватися дуже важливих правил: не шуміти, не розпалювати багать, ходити тільки по спеціально прокладених стежинах. Щоб не злякати нерпу, при відвідуванні Ушканових островів не слід надягати яскравий одяг.